# Кудрявцы
Кудрявцы — деревня в Невельском районе Псковской области России. Входит в состав сельского поселения «Артёмовская волость».
Находится в 6 км к востоку от деревни Мошенино.

## Население
Численность населения деревни на конец 2000 года составляла 18 жителей.